# Osli
Osli (em croata: Ošlija) é um município da Hungria, situado no condado de Győr-Moson-Sopron. Tem 18,8 km² de área e sua população em 2015 foi estimada em 875 habitantes.